# The Testaments
The Testaments (Os Testamentos em Portugal e no Brasil) é um romance distópico de Margaret Atwood de 2019. É uma continuação de The Handmaid's Tale (1985). O romance é escrito 15 anos depois dos acontecimentos de The Handmaid's Tale. É narrado pela Tia Lydia, uma personagem do romance anterior; Agnes, uma jovem mulher que vive em Gilead; e Daisy, uma jovem mulher que vive no Canadá.
The Testaments foi vencedor conjunto do Booker Prize de 2019, ao lado do romance de Bernardine Evaristo Girl, Woman, Other.

## Enredo
Lydia começa como uma juíza divorciada que está presa com outras mulheres em um estádio durante o processo de estabelecimento de Gilead. Após longas semanas de condições deploráveis e confinamento solitário em um "tanque de agradecimento", ela e várias mulheres, incluindo Elizabeth, Helena e Vidala, são escolhidas a dedo pelo Comandante Judd para se tornarem Tias, um grupo de elite de mulheres encarregadas de criar e supervisionar as leis e uniformes que governam as mulheres de Gilead. A Tia Lydia e suas colegas Tias estão instaladas no Ardua Hall, o quartel-general das Tias, onde gozam de certos privilégios, incluindo a leitura de textos "proibidos", como a Apologia Pro Vita Sua do Cardeal John Henry Newman. Em segredo, a Tia Lydia despreza Gilead e é uma espiã de alta posição que fornece uma inteligência inestimável à resistência Mayday.
A filha mais velha de Offred, Agnes, cresce em Boston como filha adotiva do Comandante Kyle e Tabitha. Agnes tem um relação afetiva com sua mãe adotiva Tabitha, que mais tarde morre de má saúde. Agnes e suas colegas Becka e Shunammite frequentam uma escola preparatória de elite para as filhas dos comandantes, onde são ensinadas a gerir uma casa, mas não a ler ou escrever. Uma vez viúvo, o Comandante Kyle casa-se com Paula, viúva do Comandante Saunders. Ela despreza Agnes, adquirindo uma Aia concebendo um filho para si e arranjando para Agnes se casar com o Comandante Judd, um comandante de alto escalão e líder de Os Olhos.
Agnes fica sabendo mais tarde que ela é filha de uma Aia. Ela consegue escapar de seu casamento arranjado, tornando-se uma Suplicante, uma futura Tia. Nessa perseguição, ela se junta à sua amiga de escola Becka, que foi abusada sexualmente pelo seu pai dentista, Dr. Grove, durante muitos anos, iniciando-se quando ela tinha quatro anos.
Enquanto isso, a filha mais nova de Offred, Daisy, cresce na Queen Street de Toronto com seus pais adotivos, Neil e Melanie. O casal tem uma loja de roupas de segunda mão chamada Clothes Hound, que é uma fachada para a rede subterrânea da organização Mayday para contrabandear mulheres para fora de Gilead. No seu 16.º aniversário, os pais adotivos de Daisy são assassinados por agentes infiltrados de Gilead, que também obtêm informações sobre as operações de contrabando de Mayday. A Daisy é levada a esconder-se por vários agentes da Mayday, incluindo Ada, Elijah e George, que revelam que Daisy é, na verdade "Bebê Nicole", cujo retorno a Gilead tem sido demandado.
Esgotados os esconderijos para Nicole, os agentes do Mayday alistam-na numa missão para se infiltrar em Gilead, a fim de obter uma inteligência inestimável da sua misteriosa espiã. Sob a orientação de Garth, Nicole se faz passar por uma mendiga de rua chamada "Jade" para ser recrutada pelas Pérolas, missionárias de Gilead que atraem mulheres estrangeiras para Gilead com a promessa de uma vida melhor. O plano de Garth funciona, e a Nicole é apanhada por duas Pérolas chamadas Tia Beatrice e Tia Dove, que a trazem para Gilead como uma futura Suplicante.
A disfarçada Nicole é colocada sob os cuidados de Agnes e Becka, que agora são Suplicantes chamadas Tias Victoria e Immortelle. A Tia Lydia confirma que "Jade" é Nicole através de uma tatuagem e revela a sua verdadeira identidade a Agnes e Becka. Revelando-se como a espiã do Mayday, a Tia Lydia alista as três jovens numa missão para contrabandear informações incriminatórias sobre a elite de Gilead para o Canadá. Nicole é encarregada de levar a informação dentro de um microponto em sua tatuagem. O plano da Tia Lydia é que Agnes e Nicole entrem no Canadá disfarçadas de Pérolas, com Nicole se passando por Becka. A verdadeira Becka, disfarçada de "Jade", é manter-se num retiro.
No entanto, a Tia Lydia e as meninas são forçadas a apressar os seus planos quando o Comandante Judd toma conhecimento da presença da Nicole e planeja casar-se com ela a fim de consolidar o seu poder político. Sob as instruções da Tia Lydia, Agnes e Nicole viajam num carro preto até Portsmouth, Nova Hampshire, onde embarcam num barco ao longo do rio Penobscot. Este barco leva-as a uma embarcação maior chamada Nellie J. Banks, propriedade do Capitão Mishimengo, que tem a tarefa de contrabandeá-las para o Canadá. Depois de chegarem às águas canadenses, Agnes e Nicole viajam em um inflável para a Ilha Campobello, onde são apanhadas pela resistência de Mayday.
Usando a informação dentro do microponto de Nicole, a mídia canadense vaza informações escandalosas sobre a elite de Gilead, o que leva a chamada "Expurgação Ba'al". A "Expurgação Ba'al" causa um golpe de estado militar que provoca o colapso de Gilead e a subsequente restauração dos Estados Unidos. Agnes e Nicole reencontram-se com a sua mãe, Offred. A Tia Lydia comete mais tarde suicídio por sobredose de morfina roubada quando Gilead se fecha sobre ela. Também é revelado que Becka morreu enquanto se escondia numa cisterna para perpetuar o estratagema de que "Jade" tinha fugido com um Econohomem.
O romance conclui com um epílogo metaficcional, descrito como uma transcrição parcial de uma conferência de uma associação histórica internacional. Os eventos do romance são enquadrados por uma palestra lida pelo Professor James Darcy Pieixoto no 13.º Simpósio de Estudos Gileadeanos, em 2197. Ele questiona se a Tia Lydia escreveu o Hológrafo de Ardua Hall. Ele também está curioso sobre as identidades de Agnes, Nicole, e sua mãe Aia. O Dr. Pieixoto apareceu anteriormente numa palestra que serve como o epílogo de The Handmaid's Tale.

## Personagens

### Tia Lydia
A primeira protagonista, a Tia Lydia, apareceu pela primeira vez como antagonista em The Handmaid's Tale. Ela conta sua vida em um manuscrito ilícito, incluindo detalhes de sua vida antes de Gilead e de como ela chegou a ser Tia. Ela também medita sobre o funcionamento interno da teonomia de Gilead, sua hipocrisia e corrupção endêmica. O manuscrito de Lydia é posteriormente publicado como O Hológrafo de Ardua Hall, também conhecido como Os Testamentos. A proveniência do livro, assim como a de Offred que foi publicada como The Handmaid's Tale, está em questão. Em The Testaments, a tia Lydia emerge como uma mulher que aceita que deve fazer o necessário para permanecer viva, mas que silenciosamente tenta trabalhar dentro do sistema para perseguir uma medida de justiça e compaixão.

### Agnes
A segunda protagonista, Agnes, é a filha mais velha de Offred, a protagonista de The Handmaid's Tale. Agnes é adotada por uma família gileadeana, que no início do romance a prepara para assumir o papel que lhe foi atribuído como Esposa de um Comandante. Quando ela se torna uma Suplicante, ela toma o nome de Tia Victoria. Ela é criada sem qualquer conhecimento de suas verdadeiras origens.

### Nicole
A terceira protagonista, Nicole, também conhecida como Daisy, é a filha mais nova de Offred. Ela é contrabandeada para fora de Gilead. Ela vive em Toronto com seus pais adotivos Neil e Melanie, que possuem uma loja de roupas de segunda mão chamada The Clothes Hound. Como Agnes, Nicole é criada sem qualquer conhecimento das suas verdadeiras origens. Ela se interessa pelas violações dos direitos humanos na vizinha Gilead.

### Becka
Uma personagem principal de apoio. Como Agnes, ela é filha de uma Aia adotada por uma família gileadeana que está sendo preparada para um casamento de alto status. No entanto, o seu "pai" não é um Comandante, mas sim uma figura importante — um dentista — na classe alta gileadeana. Quando ela se torna uma Suplicante, ela toma o nome de Tia Immortelle.

## Recepção
Serena Davies, do The Daily Telegraph, descreveu The Testaments como "uma sequência poderosa e fantástica". Ela concluiu: "Atwood deu-nos uma narrativa propulsiva, quase sem fôlego, empilhada de voltas e reviravoltas dignas de um romance gótico".
Numa entrevista de Martha Teichner, para a CBS News Sunday Morning, Atwood insistiu que o romance contém "toneladas de esperança — muitas e muitas esperanças" quando questionada sobre a premissa. Michiko Kakutani, escrevendo para o The New York Times, contrasta a tese de Atwood de escrever o testemunho de alguém sendo um "ato de esperança", contra "os pomposos e míopes estudiosos gileadianos que narram os epílogos satíricos" de The Handmaid's Tale e The Testaments.